# Crateroscelis
Crateroscelis é um género de ave da família Acanthizidae.

## Espécies
- Crateroscelis murina (P.L. Sclater, 1858)
- Crateroscelis nigrorufa (Salvadori, 1894)
- Crateroscelis robusta (De Vis, 1898)